# Семчук, Дмитрий Анатольевич
Дмитрий Анатольевич Семчук (укр. Дмитро́ Анато́лійович Семчу́к, род. 23 января 1974, Пионерский, Калининградская область) — украинский футболист и тренер, защитник. Известный благодаря выступлениям в составе киевских «Динамо-2» и ЦСКА, полтавской «Ворсклы» и ряда других украинских футбольных клубов. Мастер спорта Украины.

## Биография
Дмитрий Семчук родился в городе Пионерский, что в Калининградской области. С 1987 по 1991 год занимался футболом в Республиканском училище физической культуры. С 1991 года находился в системе киевского «Динамо», где сначала выступал за дублирующий состав киевлян, а впоследствии защищал цвета «Динамо-2». Находясь в аренде в «Борисполе» завоевал «золото» второй лиги чемпионата Украины. Кроме того, на арендных началах защищал цвета «Нивы-Борисфен» и винницкой «Нивы». В 1993 году вызывался в ряды молодёжной сборной, в составе которой провёл 4 поединка.
С 1997 по 1999 год выступал за киевский ЦСКА, вместе с которым дошёл до финала Кубка Украины 1997/98, где «армейцы» уступили киевскому «Динамо», и представлял Украину в Кубке обладателей кубков (провёл 2 матча).
После непродолжительного вояжа в ивано-франковское «Прикарпатье» в 2000 году вернулся в ряды ЦСКА, цвета которого защищал до 2003 года (с небольшим перерывом). Впоследствии играл в высшей лиге за полтавскую «Ворсклу», получил золотые награды первой лиги с луганской «Зарей» и по сезону провёл в расположении винницкой «Нивы» и футбольного клуба «Княжа». На любительском уровне выступал за киевскую «Звезду» и ковалёвский «Свитанок».
После окончания карьеры футболиста перешёл на тренерскую деятельность. Окончил Черниговский национальный педагогический университет им. Т. Г. Шевченко. Занимает должность учителя по футболу в Олимпийском колледже им. Ивана Поддубного, где приложил руку к воспитанию экс-игрока молодёжной сборной Украины Евгения Чумака и других талантливых ребят.

## Достижения
- Финалист Кубка Украины: 1997/98
- Победитель первой лиги чемпионата Украины: 2005/06
- Серебряный призёр первой лиги чемпионата Украины: 1996/97
- Победитель второй лиги чемпионата Украины: 1993/94